# Арнольд (епископ Фрайзинга)
Арнольд (нем. Arnold; умер 22 сентября 883) — епископ Фрайзинга с 875 года.

## Биография
В средневековых источниках сообщается, что дядей Арнольда был епископ Фрайзинга Анно. На основании этого делается вывод, что Арнольд был выходцем из одной из знатных баварских семей. Однако к какому именно роду он принадлежал, неизвестно. Можно утверждать только то, что это не был род Хуоси.
Ещё в молодости Арнольд был посвящён в духовный сан. Предполагается, что именно он мог упоминаться в документах Фрайзингской епархии в 845 и 852 годах: в первом случае как диакон, во втором как нотарий. Его дядя Анно в 854 году был избран епископом и управлял епархией до 9 октября 875 года. Вероятно, всё это время Арнольд находился в числе наиболее приближённых к нему лиц. После же смерти дяди Арнольд был избран его преемником на епископской кафедре Фрайзинга. Таким образом, во Фрайзингской епархии при выборах нового предстоятеля снова возобладали традиции непотизма.
О деятельности Арнольда в качестве главы Фрайзингской епархии известно не очень много. Первое свидетельство о нём как о епископе датировано 4 декабря 875 года. Также как и его предшественник Арнольд заботился об увеличении земельных владений своей епархии. Об этом упоминается в двух сохранившихся дарственных хартиях.
Арнольд умер 22 сентября 883 года. Его преемником на епископской кафедре стал Вальдо. Новый епископ стал первым главой Фрайзингской епархии с её основания в 739 году, который не был баварцем.